# كيريوي (شعب)
كيريوي (محليًا: واكيري) هي مجموعة عرقية لغوية من البانتو مقرها جزيرة أوكيريوي في القسم التنزاني من بحيرة فيكتوريا.

## السكان
في عام 1987، قدر عدد سكان كيريوي بـ 100،000 نسمة.

## الفنون
نحت الكيريوي من جزيرة أوكيريوي في بحيرة فيكتوريا أشكالًا خشبية كبيرة يبلغ ارتفاعها حوالي 90 سم، ويبدو أنها كانت تماثيل لرؤساء متوفين. ومن المعروف أن الأمثلة الأخرى للنحت الخشبي، بما في ذلك الأشكال والأقنعة، وبعضها يظهر التأثيرات المحتملة من شعب لوبا في جمهورية الكونغو الديمقراطية. بشكل عام، هذا مجال تهيمن فيه الوسائط الفنية الأخرى بوضوح.